# Малая Пустынь
Малая Пустынь — деревня в Тавдинском городском округе Свердловской области России.

## Географическое положение
Деревня Малая Пустынь муниципального образования «Тавдинском городском округе» Свердловской области расположена в 6 километрах (по автотрассе в 7 километрах) к югу от города Тавда, на левом берегу реки Каратунка, правый приток реки Тавда.

## Население
| 2002 | 2010 |
| ---- | ---- |
| 6    | ↘3   |